# Yuan del Mando del Ejército Rojo
El Yuan del Mando del Ejército Rojo (en chino: 紅軍圓; pinyin: Hóngjūnyuán, también utilizaba el nombre chino: 紅軍票; pinyin: Hóngjūnpiào) - fue la moneda emitida por el mando militar soviético en el noreste de China en 1945-1946.

## Historia
En febrero de 1945, en la Conferencia de Yalta, la Unión Soviética se comprometió a entrar en guerra con Japón a más tardar 3 meses después de la derrota de Alemania. El 8 de agosto, la URSS declaró la guerra a Japón; el 9 de agosto comenzaron las hostilidades en Manchuria. El 20 de agosto de 1945 terminaron las principales hostilidades y los enfrentamientos individuales continuaron hasta el 10 de septiembre. Las tropas soviéticas ocuparon Manchuria.
La circulación de dinero en China era un caos, no existía un solo centro de emisión. En Manchuria, circulaban el yuan de Manchukuo y divisas de otros gobiernos títeres chinos. Para pagar las compras de alimentos y otros bienes y servicios necesarios que proporcionar a las unidades militares soviéticas, el mando militar soviético lanzó la liberación de dinero militar. Se emitieron billetes de 1, 5, 10 y 100 yuanes, impresos en la URSS. En billetes con patrones de colores: inscripciones en jeroglíficos.
La emisión se realizó hasta mayo de 1946 y se detuvo con la retirada de las tropas soviéticas, para ese momento los billetes de 1 y 5 yuanes apenas se usaban debido a la inflación. Los billetes de 10 y 100 yuanes siguieron utilizándose en circulación hasta la emisión de nuevos billetes en China.

## Lista de billetes
| Юань Командования Красной армии 紅軍圓 Yuan del Mando del Ejército Rojo | Юань Командования Красной армии 紅軍圓 Yuan del Mando del Ejército Rojo | Юань Командования Красной армии 紅軍圓 Yuan del Mando del Ejército Rojo | Юань Командования Красной армии 紅軍圓 Yuan del Mando del Ejército Rojo | Юань Командования Красной армии 紅軍圓 Yuan del Mando del Ejército Rojo |
| Imagen                                                                  | Valor                                                                   | Color                                                                   | Tamaño                                                                  |                                                                         |
| ----------------------------------------------------------------------- | ----------------------------------------------------------------------- | ----------------------------------------------------------------------- | ----------------------------------------------------------------------- | ----------------------------------------------------------------------- |
|                                                                         | 1                                                                       | azul                                                                    | 124х67 mm                                                               |                                                                         |
|                                                                         | 5                                                                       | marrón                                                                  | 134х77 mm                                                               |                                                                         |
|                                                                         | 10                                                                      | rojo                                                                    | 156х83 mm                                                               |                                                                         |
|                                                                         | 100                                                                     | violeta                                                                 | 168х94 mm                                                               |                                                                         |